# Ysmael Regalado
Ysmael Regalado Algedones (Lima, 19 de mayo de 1979) es un exfutbolista peruano. Jugaba de defensa central y tiene 46 años. Es hermano del delantero Ítalo Regalado.

## Clubes
| Club                  | País | Año       |
| --------------------- | ---- | --------- |
| Somos Aduana          | Perú | 2002      |
| Sport Áncash          | Perú | 2004-2008 |
| Inti Gas              | Perú | 2009-2010 |
| Sport Áncash          | Perú | 2011      |
| Pacífico FC           | Perú | 2012      |
| Alfonso Ugarte (Puno) | Perú | 2013      |
| Carlos A. Mannucci    | Perú | 2014      |

## Palmarés

### Campeonatos nacionales
| Título                    | Club         | País | Año  |
| ------------------------- | ------------ | ---- | ---- |
| Copa Perú                 | Sport Áncash | Perú | 2004 |
| Segunda División del Perú | Pacífico FC  | Perú | 2012 |